# Jiří Křižák
Jiří Křižák (22. května 1924 – 5. května 1981) byl český fotbalista, československý reprezentant.
Za reprezentaci odehrál v letech 1947–1955 tři zápasy. I přesto, že neměl příliš velkou důvěru reprezentačních trenérů, byl mimořádným střelcem – nastřílel 130 ligových branek (107 za Baník Ostrava, 12 za Svit Gottwaldov, 11 za Vítkovické železárny) a je tak členem Klubu ligových kanonýrů. V roce 1981 zahynul při automobilové nehodě.
Ligový fotbalista byl i jeho syn Petr Křižák. Měl i dceru Věru, mladší sestru Petra.